# Зимова вулиця (Київ)
Зимо́ва ву́лиця — вулиця в Подільському районі міста Києва, місцевість Біличе поле. Пролягає від Білицької до Полкової вулиці. 
Прилучається Паркова вулиця.

## Історія
Вулиця виникла у середині XX століття під назвою 327-а Нова. Сучасна назва — з 1944 року.